# 二戰大事記 彩色版
《二戰大事記 彩色版》(英文：Greatest Events of WWII in Color) 是一部10集的英國紀錄片，講述了二戰的重大事件。 該系列是2008-09年二戰高畫質彩色版的續集與重製版，最初在軍事頻道播出，並提供了高畫質彩色的二戰事件，使用檔案錄像，其中一些是彩色的。

## 集數
| 集數 | 標題           |
| ---- | -------------- |
| 1    | 閃電戰         |
| 2    | 不列顛之戰     |
| 3    | 珍珠港         |
| 4    | 中途島之役     |
| 5    | 史達林格勒圍城 |
| 6    | 諾曼第登陸     |
| 7    | 突出部之戰     |
| 8    | 德累斯頓大轟炸 |
| 9    | 解放布痕瓦爾   |
| 10   | 廣島           |

## 外部連結
- 在Netflix上觀看《二戰大事記 彩色版》
- 互联网电影数据库（IMDb）上《二戰大事記 彩色版》的资料（英文）